# Есин, Григорий Дмитриевич
Григо́рий Дми́триевич Есин (25 января 1918, Воронеж, Воронежская губерния, РСФСР — 1998, Россия) — советский и российский учёный, доктор технических наук (1972), профессор (1973). Участник Великой Отечественной войны.

## Биография
Родился 25 января 1918 в Воронеже. Поступил учиться в Воронежский лесохозяйственный институт, окончив его в 1941 году, затем поступил в Военную академию бронетанковых и механизированных войск Красной Армии имени И. В. Сталина, окончив её в 1945 году.
С 1956 года занимался преподавательской деятельностью в Челябинском политехническом институте (ЧПИ): начал работать ассистентом, впоследствии повышен до старшего преподавателя, доцента, профессора. В 1956—1961 годах работал на автотракторном факультете: старший преподаватель кафедры гусеничных машин.
В 1960 году защитил кандидатскую диссертацию на тему «Исследование влияния соединительной муфты с упругими динамическими связями на крутильные колебания силовой установки».
В 1961—1976 годах — заведующий кафедрой механического оборудования автоматических установок ЧПИ.
В 1972 году подготовил и защитил первую на кафедре диссертацию на соискание учёной степени доктора технических наук на тему «Основы теории механизмов с центробежными связями и исследование влияния их на снижение динамических нагрузок в машинах».
С 1976 года работал в Ленинградском ВНИИТрансмаше начальником научно-исследовательской лаборатории, с 1983 года — начальник отдела. Вышел на заслуженный отдых в 1987 году, умер в 1998.

## Научная деятельность
Опубликовал 115 научных работ, в том числе монографию, 8 учебных и методических пособий. Автор 20 свидетельств на изобретения, 11 из которых внедрены в производство. Научный руководитель 20 кандидатов технических наук.

## Признание и награды
- Медаль «За боевые заслуги» (1943);
- Медаль «За победу над Германией в войне 1941—1945 гг.»;
- Медаль «30 лет Армии и Флота»;
- Медаль «20 лет Победы в Великой Отечественной войне 1941—1945 гг.»;
- Юбилейная медаль «50 лет Вооружённых Сил СССР»;
- Медаль «В ознаменование 100-летия со дня рождения Владимира Ильича Ленина»;
- Медаль «30 лет Победы в Великой Отечественной войне 1941—1945 гг.»[1].